# Wereldkampioenschappen veldrijden 1968
De wereldkampioenschappen veldrijden 1968 werden gehouden op 25 februari 1968 in de stad Luxemburg in het gelijknamige land.

## Uitslagen

### Mannen, elite
| Plaats | Renner              | Land        | Tijd    |
| ------ | ------------------- | ----------- | ------- |
|        | Erik De Vlaeminck   | België      | 1:02.18 |
| Zilver | Hermann Gretener    | Zwitserland | + 2.59  |
| Brons  | Michel Pelchat      | Frankrijk   | z.t.    |
| 4.     | Luciano Luciani     | Italië      | + 3.35  |
| 5.     | Huub Harings        | Nederland   | + 3.59  |
| 6.     | Albert Van Damme    | België      | z.t.    |
| 7.     | Max Gretener        | Zwitserland | z.t.    |
| 8.     | Jean-Pierre Ducasse | Frankrijk   | + 4.15  |
| 9.     | Daniel Grégoire     | Frankrijk   | + 4.45  |
| 10.    | Renato Longo        | Italië      | + 4.55  |

### Mannen, amateurs
| Plaats | Renner             | Land                           | Tijd   |
| ------ | ------------------ | ------------------------------ | ------ |
|        | Roger De Vlaeminck | België                         | 58.45  |
| Zilver | Peter Frischknecht | Zwitserland                    | + 0.02 |
| Brons  | Cock van der Hulst | Nederland                      | + 0.10 |
| 4.     | Franco Livian      | Italië                         | + 0.12 |
| 5.     | John Atkins        | Verenigd Koninkrijk            | + 0.14 |
| 6.     | Jakob Küster       | Zwitserland                    | z.t.   |
| 7.     | Flory Ongenae      | België                         | z.t.   |
| 8.     | Lucio Colzani      | Italië                         | + 0.16 |
| 9.     | Horst Maier        | Duitse Democratische Republiek | z.t.   |
| 10.    | Břetislav Souček   | Tsjecho-Slowakije              | z.t.   |

## Medaillespiegel
| Plaats | Land        | Goud | Zilver | Brons | Totaal |
| 1      | België      | 2    | 0      | 0     | 2      |
| 2      | Zwitserland | 0    | 2      | 0     | 2      |
| 3      | Frankrijk   | 0    | 0      | 1     | 1      |
| 3      | Nederland   | 0    | 0      | 1     | 1      |
| Totaal | Totaal      | 2    | 2      | 2     | 6      |

1950 · 
1951 · 
1952 · 
1953 · 
1954 · 
1955 · 
1956 · 
1957 · 
1958 · 
1959 · 
1960 · 
1961 · 
1962 · 
1963 · 
1964 · 
1965 · 
1966 · 
1967 · 
1968 · 
1969 · 
1970 · 
1971 · 
1972 · 
1973 · 
1974 · 
1975 · 
1976 · 
1977 · 
1978 · 
1979 · 
1980 · 
1981 · 
1982 · 
1983 · 
1984 · 
1985 · 
1986 · 
1987 · 
1988 · 
1989 · 
1990 · 
1991 · 
1992 · 
1993 · 
1994 · 
1995 · 
1996 · 
1997 · 
1998 · 
1999 · 
2000 · 
2001 · 
2002 · 
2003 · 
2004 · 
2005 · 
2006 · 
2007 · 
2008 · 
2009 · 
2010 · 
2011 · 
2012 · 
2013 · 
2014 · 
2015 · 
2016 · 
2017 · 
2018 · 
2019 ·
2020 ·
2021 ·
2022 ·
2023 ·
2024 ·
2025

Categorieën

Mannen elite · 
vrouwen elite · 
mannen beloften · 
vrouwen beloften · 
jongens junioren · 
meisjes junioren · 
gemengde estafette

Voormalig:
mannen amateurs